# Själsö
Själsö är en bebyggelse i Väskinde socken i Gotlands kommun i Gotlands län. Orten ligger vid kusten, cirka en mil norr om Visby, längs länsväg 149. Sedan 2015 utgör Själsö tillsammans med Brissund en tätort, benämnd Brissund och Själsö enligt Statistiska centralbyråns definition.

## Historia och kulturmiljö
I Själsö finns ett traditionellt fiskeläge med sjöbodar och bryggor som fortfarande används under sommaren. Fiskeläget är ett populärt utflyktsmål och representerar en typisk gotländsk kustmiljö. Området är klassat som kulturmiljö av lokalt intresse.

## Natur och geografi
Själsö ligger vid en klintkust med utsikt över Östersjön, och området är känt för sin strand och öppna landskap. Södra delen av orten gränsar till Själsöån, som rinner ut i havet vid Själsö fiskeläge. Naturen kring orten domineras av strandängar, lövskog och öppna fält.

## Befolkningsutveckling
| Befolkningsutvecklingen i Brissund och Själsö 2015–2020 | Befolkningsutvecklingen i Brissund och Själsö 2015–2020 | Befolkningsutvecklingen i Brissund och Själsö 2015–2020 | Befolkningsutvecklingen i Brissund och Själsö 2015–2020 | Befolkningsutvecklingen i Brissund och Själsö 2015–2020 |
| ------------------------------------------------------- | ------------------------------------------------------- | ------------------------------------------------------- | ------------------------------------------------------- | ------------------------------------------------------- |
|                                                         |                                                         |                                                         |                                                         |                                                         |
| År                                                      |                                                         |                                                         | Folkmängd                                               | Areal (ha)                                              |
| 2015                                                    | 2015                                                    |                                                         | 397                                                     | 228                                                     |
| 2020                                                    | 2020                                                    |                                                         | 416                                                     | 224                                                     |
| Anm.: Ny tätort 2015                                    |                                                         |                                                         |                                                         |                                                         |

Fram till 2015 var Själsö klassad som en småort. År 2010 hade småorten 131 invånare på en yta av 39 hektar. I och med tätortsavgränsningen 2015 slogs Själsö samman med bebyggelsen i Brissund, och tätorten fick det samlade namnet Brissund och Själsö.